# H.P. Lorentzens Stiftelse
H.P. Lorentzens Stiftelse, beliggende Rigensgade 30/Gernersgade 69 i København, er oprettet 10. september 1853 af kaptajn, grosserer H.P. Lorentzen. Den giver enlige kvinder af middelklassen, ugifte eller enker, bolig til modereret leje, der efter omstændighederne kan bortfalde mod et indskud, som stiftelsen forrenter med 4 procent.
Ejendommen i 5 etager er opført 1850 og har 8 friboliger og 34 boliger til modereret leje. En senere tilbygning i Gernersgade er tegnet af Ib Lunding og opført 1929-33, præmieret af Københavns Kommune.
Den af 5 medlemmer bestående bestyrelse supplerer sig selv